# Andy Boulton
Andy Boulton (* 25. Februar 1973 in Stoke-on-Trent, England) ist ein schottischer Dartspieler.

## Karriere
Andy Boulton, der durch seine Teilnahme an der Fernsehshow The X Factor seinen Spitznamen gleichnamigen Spitznamen erhielt, debütierte bei den UK Open 2005 zum ersten Mal bei einem Major-Turnier. Ein Jahr später gelang ihm der Einzug ins Achtelfinale der World Masters sowie bei der BDO World Darts Championship 2008. Zum ersten Mal ins Achtelfinale bei einem PDC-Major ging es bei UK Open 2011. 2015 erspielte er sich eine Tourkarte für die PDC Pro Tour und konnte sich direkt über das Qualifikationsturnier für den Grand Slam of Darts qualifizieren. In seinen drei Vorrundenspielen unterlag er gegen Larry Butler, Gary Anderson sowie Raymond van Barneveld. Durch die Finalteilnahme am PDPA Qualifier im gleichen Jahr qualifizierte er sich zudem erstmals für eine Weltmeisterschaft der PDC. Bei seinem Debüt bei der PDC World Darts Championship 2016 unterlag Boulton, nachdem er in der Vorrunde Per Laursen besiegte, allerdings deutlich mit 0:3 gegen den späteren Weltmeister Gary Anderson.
Boulton qualifizierte sich auf der European Darts Tour 2016 für mehrere Turniere, erreichte das Viertelfinale der International Darts Open und konnte durch das Abschneiden in den Top 64 der PDC Order of Merit seine Tourkarte behalten. 2017 verlief jedoch weniger erfolgreich für Boulton, wodurch er seine Tourkarte verlor. Ein Jahr später konnte er sich für den European Darts Grand Prix in Sindelfingen und für die Gibraltar Darts Trophy qualifizieren. Beim European Darts Matchplay in Hamburg erreichte Boulton erstmals ein Halbfinale und konnte sich über die Rangliste bei der PDC Qualifying School 2019 erneut eine Tourkarte erspielen. Über die PDC Pro Tour Order of Merit qualifizierte er sich für die PDC World Darts Championship 2020, wo er in der ersten Runde gegen den US-Amerikaner Danny Baggish ausschied. Bei den UK Open 2020 schied er in der Runde der Letzten 32 gegen den Deutschen Gabriel Clemens aus. Im November konnte Boulton im Rahmen der Winter Series bei den Players Championships 23 zum zweiten Mal in ein Pro Tour Halbfinale einziehen und sich für die Players Championship Finals 2020 qualifizieren.
Zu Beginn des Jahres 2021 wechselte Boulton seine Nationalität von englisch zu schottisch.
Am Ende des Jahres 2022 musste Boulton wegen schwacher Leistungen seine Tour Card abgeben. Bei der Q-School 2023 versuchte er in der Final Stage, sich diese zurückzuerspielen. Er erspielte fünf Ranglistenpunkte, was jedoch knapp nicht für die Tour Card reichte. Ende November erreichte Boulton beim WDF-Turnier der Gibraltar Open das Finale, welches er jedoch gegen Luke Littler verlor.
Aufgrund seiner guten Platzierung in der Challenge Tour Order of Merit (er erreichte Platz vier), durfte Boulton bei der Q-School 2024 wieder in der Final Stage starten. Er erreichte dabei direkt am ersten Tag das Halbfinale, erspielte sonst aber nur einen weiteren Punkt und beendete die Q-School Order of Merit auf Rang 14, was knapp nicht für eine Tourkarte reichte. Dafür wäre Platz zehn notwendig gewesen. Für die UK Open 2024 war Boulton dennoch qualifiziert, verlor aber sein erstes Spiel gegen Owen Bates mit 5:6. Auch in diesem Jahr spielte er wieder eine erfolgreiche Saison auf der PDC Challenge Tour 2024, wo er am zweiten Wochenende zwei Siege einfahren konnte. Dies sorgte dafür, dass Boulton ab Turnier 7 auch zu jedem Players Championship-Turnier des Jahres nachrücken konnte. Bei Turnier Nummer 13 erreichte er sogar ein Halbfinale, war sonst jedoch wenig erfolgreich auf der Pro Tour.
Mitte Oktober spielte Boulton das World Masters 2024 in Budapest. Er verlor jedoch drei seiner vier Gruppenspiele und schied somit vorzeitig aus. Die Challenge Tour Order of Merit beendete Boulton auf Rang 8. Er meldete sich daraufhin für die Q-School 2025 und durfte aus diesem Grund erneut in der Final Stage starten, die er auf dem achten Ranglistenplatz abschloss und sich somit erneut eine Tour Card erspielte.

## Weltmeisterschaftsresultate

### BDO
- 2008: Achtelfinale (1:4-Niederlage gegen  Ted Hankey)
- 2011: 1. Runde (0:3-Niederlage gegen  Robbie Green)
- 2012: 1. Runde (1:3-Niederlage gegen  Scott Waites)

### PDC
- 2016: 1. Runde (0:3-Niederlage gegen  Gary Anderson)
- 2020: 1. Runde (2:3-Niederlage gegen  Danny Baggish)
- 2021: 2. Runde (3:2-Niederlage gegen  Stephen Bunting)

## Turnierergebnisse
| Turnier                     | 2005                       | 2006                       | 2007                       | 2008                       | 2009                       | 2010                       | 2011                       | 2012                       | 2013                       | 2014                       | 2015                           | 2016                           | 2017                           | 2018                           | 2019                           | 2020                           | 2021                           | 2022                           | 2023                           | 2024                           | 2025                           |
| --------------------------- | -------------------------- | -------------------------- | -------------------------- | -------------------------- | -------------------------- | -------------------------- | -------------------------- | -------------------------- | -------------------------- | -------------------------- | ------------------------------ | ------------------------------ | ------------------------------ | ------------------------------ | ------------------------------ | ------------------------------ | ------------------------------ | ------------------------------ | ------------------------------ | ------------------------------ | ------------------------------ |
| BDO-Major-Turniere          |                            |                            |                            |                            |                            |                            |                            |                            |                            |                            |                                |                                |                                |                                |                                |                                |                                |                                |                                |                                |                                |
| Weltmeisterschaft           | n/t                        | n/t                        | n/t                        | AF                         | n/q                        | n/q                        | 1R                         | 1R                         | n/q                        | n/q                        | nicht teilgenommen             | nicht teilgenommen             | nicht teilgenommen             | nicht teilgenommen             | nicht teilgenommen             | nicht teilgenommen             | Verband insolvent              | Verband insolvent              | Verband insolvent              | Verband insolvent              | Verband insolvent              |
| World Masters               | n/t                        | AF                         | n/t                        | 3R                         | 4R                         | 4R                         | 4R                         | 5R                         | 4R                         | 5R                         | nicht teilgenommen             | nicht teilgenommen             | nicht teilgenommen             | nicht teilgenommen             | nicht teilgenommen             | n/a                            | Verband insolvent              | Verband insolvent              | Verband insolvent              | Verband insolvent              | Verband insolvent              |
| WDF-Platin-/Major-Turniere  |                            |                            |                            |                            |                            |                            |                            |                            |                            |                            |                                |                                |                                |                                |                                |                                |                                |                                |                                |                                |                                |
| Finder Masters              | n/t                        | n/a                        | n/t                        | GP                         | nicht qualifiziert         | nicht qualifiziert         | nicht qualifiziert         | nicht qualifiziert         | nicht qualifiziert         | nicht qualifiziert         | n/t                            | n/t                            | n/t                            | nicht ausgetragen              | nicht ausgetragen              | nicht ausgetragen              | nicht ausgetragen              | nicht ausgetragen              | nicht ausgetragen              | nicht ausgetragen              | nicht ausgetragen              |
| PDC-Ranking-Turniere        |                            |                            |                            |                            |                            |                            |                            |                            |                            |                            |                                |                                |                                |                                |                                |                                |                                |                                |                                |                                |                                |
| Weltmeisterschaft           | nicht teilgenommen         | nicht teilgenommen         | nicht teilgenommen         | nicht teilgenommen         | nicht teilgenommen         | nicht teilgenommen         | nicht teilgenommen         | nicht teilgenommen         | nicht teilgenommen         | nicht teilgenommen         | nicht teilgenommen             | 1R                             | nicht qualifiziert             | nicht qualifiziert             | nicht qualifiziert             | 1R                             | 2R                             | nicht qualifiziert             | nicht qualifiziert             | nicht qualifiziert             | nicht qualifiziert             |
| World Masters               | nicht ausgetragen          | nicht ausgetragen          | nicht ausgetragen          | nicht ausgetragen          | nicht ausgetragen          | nicht ausgetragen          | nicht ausgetragen          | nicht ausgetragen          | nicht ausgetragen          | nicht ausgetragen          | nicht ausgetragen              | nicht ausgetragen              | nicht ausgetragen              | nicht ausgetragen              | nicht ausgetragen              | nicht ausgetragen              | nicht ausgetragen              | nicht ausgetragen              | nicht ausgetragen              | nicht ausgetragen              | VR                             |
| UK Open                     | 3R                         | n/t                        | n/t                        | n/t                        | 2R                         | n/t                        | AF                         | n/t                        | 3R                         | 3R                         | 2R                             | 3R                             | n/q                            | n/q                            | 3R                             | 5R                             | 4R                             | 4R                             | n/q                            | 1R                             | 2R                             |
| Grand Slam of Darts         | n/a                        | n/a                        | nicht qualifiziert         | nicht qualifiziert         | nicht qualifiziert         | nicht qualifiziert         | nicht qualifiziert         | nicht qualifiziert         | nicht qualifiziert         | nicht qualifiziert         | GP                             | nicht qualifiziert             | nicht qualifiziert             | nicht qualifiziert             | nicht qualifiziert             | nicht qualifiziert             | nicht qualifiziert             | nicht qualifiziert             | nicht qualifiziert             | nicht qualifiziert             |                                |
| Players Championship Finals | nicht ausgetragen          | nicht ausgetragen          | nicht ausgetragen          | nicht ausgetragen          | nicht teilgenommen         | nicht teilgenommen         | nicht teilgenommen         | nicht teilgenommen         | nicht teilgenommen         | nicht teilgenommen         | n/q                            | n/q                            | 1R                             | n/q                            | 1R                             | 2R                             | 2R                             | nicht qualifiziert             | nicht qualifiziert             | nicht qualifiziert             |                                |
| Karrierestatistiken         |                            |                            |                            |                            |                            |                            |                            |                            |                            |                            |                                |                                |                                |                                |                                |                                |                                |                                |                                |                                |                                |
| Jahresendplatzierung        | unbekannt                  | unbekannt                  | unbekannt                  | unbekannt                  | unbekannt                  | 205                        | unbekannt                  | unbekannt                  | unbekannt                  | unbekannt                  | 72                             | 58                             | 62                             | 104                            | 80                             | 58                             | 54                             | 68                             | 104                            | 112                            |                                |
| Verband                     | British Darts Organisation | British Darts Organisation | British Darts Organisation | British Darts Organisation | British Darts Organisation | British Darts Organisation | British Darts Organisation | British Darts Organisation | British Darts Organisation | British Darts Organisation | Professional Darts Corporation | Professional Darts Corporation | Professional Darts Corporation | Professional Darts Corporation | Professional Darts Corporation | Professional Darts Corporation | Professional Darts Corporation | Professional Darts Corporation | Professional Darts Corporation | Professional Darts Corporation | Professional Darts Corporation |

| Legende zu den Turnierergebnissen | Legende zu den Turnierergebnissen | Legende zu den Turnierergebnissen | Legende zu den Turnierergebnissen | Legende zu den Turnierergebnissen | Legende zu den Turnierergebnissen | Legende zu den Turnierergebnissen | Legende zu den Turnierergebnissen | Legende zu den Turnierergebnissen | Legende zu den Turnierergebnissen |
| --------------------------------- | --------------------------------- | --------------------------------- | --------------------------------- | --------------------------------- | --------------------------------- | --------------------------------- | --------------------------------- | --------------------------------- | --------------------------------- |
| n/t                               | nicht teilgenommen                | n/q                               | nicht qualifiziert                | n/a                               | nicht ausgetragen                 | #R                                | Aus in jeweiliger Runde           | GP                                | Aus in der Gruppenphase           |
| AF                                | Achtelfinalist                    | VF                                | Viertelfinalist                   | HF                                | Halbfinalist                      | F                                 | Turnierfinalist                   | S                                 | Turniersieger                     |

## Titel

### PDC
- Secondary Tour Events
  - PDC Challenge Tour
    - PDC Challenge Tour 2023: 3, 23
    - PDC Challenge Tour 2024: 8, 9